# Алфатур
Алфатур АД е българска компания с основна дейност туроператорска и турагентска дейност, която е закрита.

## История
Алфатур АД е основана през 1998 г. в гр. София. Алфатур АД е съдружник в Тез Тур България, която разполага с офиси и представителства в 19 държави на 4 континента. 
Като следствие от силно влошената обстановка в Република Турция, Тунис и Египет, които страни представляват около 80% от основните дестинации в бизнеса на „Алфатур“, фирмата понася много загуби, вследствие на което през декември 2016 г. Алфатур обявява фалит.